# Diacyclops crassicaudis
Diacyclops crassicaudis – gatunek widłonoga z rodziny Cyclopidae. Jako pierwszy opisał go w 1863 roku norweski hydrobiolog Georg Ossian Sars, nadając mu nazwę Cyclops crassicaudis.

## Podgatunki
Wyróżnia się następujące podgatunki Diacyclops crassicaudis:
- D. c. brachycercus (Kiefer, 1927)
- D. c. cosana Stella, 1957
- D. c. crassicaudis (Sars G.O., 1863)
- D. c. cretensis (Kiefer, 1928)
- D. c. fontinalis Pesce & Galassi, 1987
- D. c. lagrecai Pesce & Galassi, 1987
- D. c. taipehensis Harada, 1931
- D. c. trinacriae Pesce & Galassi, 1987